# 恒湖垦殖场
恒湖垦殖场，是中华人民共和国江西省南昌市新建区下辖的一个类似乡级单位。

## 行政区划
下辖以下地区：
总场生活区、北山尾分场生活区、官港分场生活区、军港分场生活区、罗滨分场生活区、东江分场生活区和恒波分场生活区。